# Георги Попов (адвокат)
Георги Тодоров Попов е български адвокат и журналист.

## Биография
Роден е през 1909 г. в с. Воден, Елховско. Завършва в Юридическия факултет на Софийския университет. Член на БРСДП. От 1939 до 1945 и от 1947 до 1975 г. е адвокат в Елхово и София. Редактор е на вестник „Социалистическа младеж“ (1932 – 1933). В 1946 – 1947 г. е търговски съветник в Българската легация в Берн.
Личният му архив се съхранява във фонд 1492К в Централен държавен архив. Той се състои от 104 архивни единици от периода 1911 – 1980 г.